# Vycházkový kord

Vycházkový kord nebo také dvorský kord, salónní kord, kordík (anglicky smallsword, italsky spadino, španělsky espadín) je skupina zbraní pro denní nošení. V češtině je tato skupina zbraní vymezena spíše vágně a v běžných popisech postačí označení kord.

## Původ a vznik
V sedmnáctém století byl meč běžným doplňkem obleku, stejně jako klobouk. Rozšíření nošení mečů se lišilo zemi od země, ale ve Francii, která se dá považovat za východisko této verze kordu, bylo rozšířeno značně. Krom šlechticů a důstojníků nosili meč i muži ze středních vrstev – řemeslníci, studenti, úředníci…
Pro tyto účely byly starší varianty kordů a rapírů s metr dlouhou čepelí a mohutným košem nepraktické. Především bylo jejich nošení nepohodlné. Starší verze kordů a rapírů vážily kolem 1,2 kg (od 1 kg u civilních rapírů do 1,6 kg u vojenských kordů) a zbraně měly objemný ochranný koš. Krom toho mohl být takový meč s celkovou délkou přes 1 metr (typicky 1,1 – 1,2 m) už neohrabaný, když došlo na boj v úzké uličce či chodbě. Dále se dřív běžně nosila dýka (kolem 0,4 – 0,6 kg), sloužila jako levoruční k použití s mečem, nebo v oněch stísněných prostorách jako jediná zbraň.
To byla východiska pro evoluci kordu směrem ke kratší, lehčí a „společenštější“ variantě.
Francouzská škola šermu v sedmnáctém století kord zmenšila, odstranila dýku, pozměnila držení zbraně, styl nabyl na lehkosti. Nová forma kordu a nový styl se velmi hodily právě pro civilní účely. Na rozdíl od vojenských se předpokládá, že takový meč bude především nošen, a bude sloužit jako reprezentativní doplněk. Tím nemusí být tak robustní. Nicméně stále jde o efektivní (a smrtící) soubojovou zbraň.
Z tohoto lehkého kordu se později vyvinuly převážně symbolické zbraně, které už byly jen minimálně použitelné a sloužily jako součást dvorského kostýmu či uniformy.

## Konstrukce a vzhled
Čepele vycházkového, či dvorského kordu mají kolem 80 cm, celková délka bývá pod 1 m, hmotnost kolem 750 g. Určením jde o zbraň převážně bodnou nebo později čistě bodnou. Čepele jsou proto vždy úzké se štíhlým středovým hrotem. Profily jsou různé – od typů odpovídajících spíše klasickému kordu – s oboustranným výbrusem, s čočkovitým průřezem případně odlehčujícím žlábkem až po čistě bodné typy odpovídající rapíru různých tvarů, nejčastější byl trojúhelníkový průřez s konkávními plochami, takový měla také většina těchto kdysi velmi oblíbených mečů.
Ochrana ruky je zjednodušením původních forem kordu, její rozměry umožňují pohodlné nošení.
Francouzský dvorský kord (Épée de cour), který byl převzat do Británie jako smallsword, má krátkou záštitu, koš je redukován na jediný oblouk chránící klouby ruky. Před záštitou je další část sloupku (starší formy tady mohly mít nebroušenou část čepele – ricaso) chráněná dvěma obloučky a před nimi plochá záštitná miska, typicky vyhlížející jako dvojice ledvinovitých záštitných listů.
Zbraně, které by se díky velikosti a hmotnosti daly označit jako vycházkový kord, mohou mít i jiné druhy ochrany ruky, plochou kulatou misku bez záštity přecházející v oblouk, případně i doplněné jedním dvěma pruty nad prsty, nebo záštitu přecházející přímo v oblouk podobně jako u šavle – obvykle jde o důstojnické zbraně.
Elegantní zmenšenou formu ochrany ruky, včetně tvarů charakteristických pro civilní meče typu britského smallsword nakonec převzaly i některé zbraně určené jako polní. Ty mají mohutnější bodně sečnou čepel, ač vypadají na první pohled velmi podobně, je třeba řídit se určením zbraně a je lépe je  označovat jako „polní kord“ či „vojenský kord“.

## Období používání zbraně
Obliba vycházkových kordů vrcholila koncem sedmnáctého a v osmnáctém století. Koncem 18. století začala móda nošení mečů civilisty mizet a v devatenáctém století už to byla mrtvá záležitost v celé Evropě. S nástupem šavlí do armády koncem 18. století začal kord mizet i z důstojnické uniformy. Vycházkový kord jako doplněk uniformy se nakonec používal u bojových jednotek velmi málo. Zůstal spíše vojenským úředníkům (v R-U například), soudcům (Británie) apod., jako symbolická zbraň. Poslední modely takových oficiálních kordů k uniformě vznikly na přelomu devatenáctého a dvacátého století.